# ابر پرساپوشنی
پرساپوشنی (cirrostratus) پردهٔ ابر شفاف تقریباًً سفید، با جلوه‌ای ریسه‌دار یا صاف است، که همه یا بخشی از آسمان را می‌پوشاند و غالباًً پدیده‌های هاله‌ای تولید می‌کند.